# Diffractiebuis
Een diffractiebuis is een instrument waarmee de golflengte van een elektron kan worden bepaald. De elektronenoptica is het vakgebied waarbinnen een diffractiebuis wordt gebruikt.
De diffractiebuis is luchtledig. De elektronen worden eerst met behulp van een elektronenversneller versneld. De negatief geladen elektronen worden vanaf de negatief geladen gloeikathode naar de positief geladen anode getrokken. Een deel zal door een gat in deze anode schieten en komt vervolgens tegen een bekend kristalrooster terecht. Dit kristal zal zich als een tralie gedragen en diffractie van de elektronen vertonen volgens de wet van Bragg.
Uit de straal van het cirkelvormige interferentiemaximum, bepaald met behulp van poederdiffractie, is de hoek te berekenen waarmee de elektronen zijn ingevallen. Daaruit volgt met de wet van Bragg wat de golflengte {\displaystyle \lambda } van de elektronen is.